# Кляпинка
Кляпинка (бел. Кляпінка) — река в Белоруссии, протекает по территории Кормянского района Гомельской области и Краснопольского районов Могилёвской области, левый приток реки Сож. Длина реки — 23 км, площадь водосборного бассейна — 101 км², средний наклон водной поверхности 1,4 ‰.
Река берёт начало у деревни Березяки 2-е Могилёвской области, вскоре после истока перетекает в Гомельскую область. В верхнем течении также называется Будянка. От истока течёт на юго-запад, затем поворачивает на северо-запад. Протекает преимущественно в пределах Оршанско-Могилевской равнины. Ширина реки на всём протяжении не превышает 10 метров.
Приток — Ржавка (левый).
Кляпинка протекает сёла и деревни Хатыжин, Кляпинская Буда, Кляпин, Волынцы.
Впадает в Сож в 1,5 км к юго-востоку от села Студенец. Возле устья, на пойме Сожа протекает старицу, озеро Лучное.